# Osredak (Uskoplje, BiH)
Osredak  je naseljeno mjesto u općini Uskoplje, Federacija Bosne i Hercegovine, BiH.
Nalazi se u zapadnom dijelu općine.

## Stanovništvo

### 1991.
Nacionalni sastav stanovništva 1991. godine, bio je sljedeći:
ukupno: 396
- Muslimani - 396

### 2013.
Nacionalni sastav stanovništva 2013. godine, bio je sljedeći:
ukupno: 438
- Bošnjaci- 433
- ostali, neopredijeljeni i nepoznato - 5